# Sarah Gadon
Sarah Lynn Gadon, född 4 april 1987 i Toronto, är en kanadensisk skådespelare. 
Hennes far är psykolog och modern är lärare. Hon har en bror som heter James. Gadon studerade vid University of Toronto och tog examen under 2011.